# دیوار دفاعی

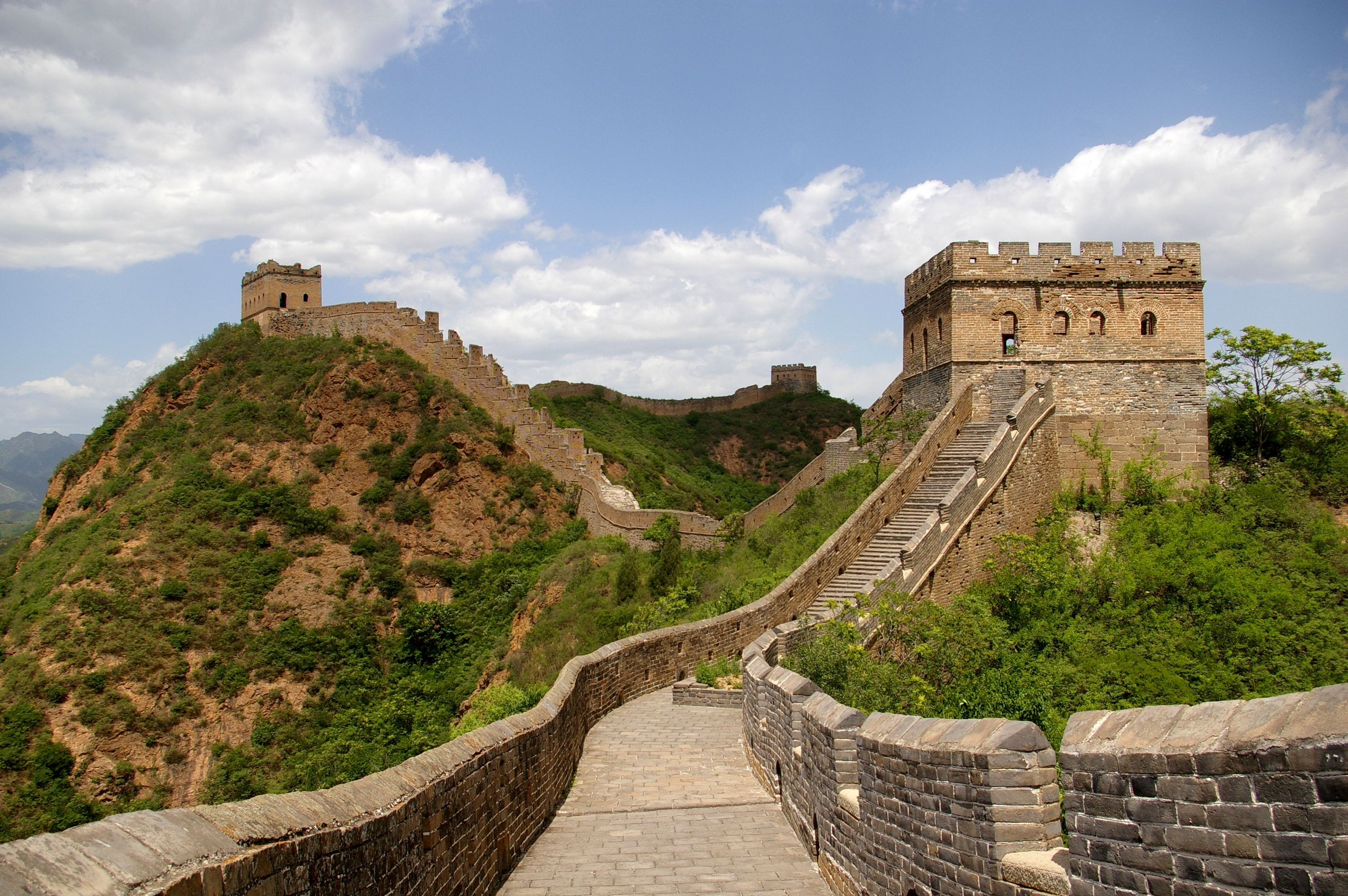
نمایی از دیوار بزرگ چین که معمولاً به عنوان یک دیوار دفاعی شناخته می‌شود

دیوار دفاعی یکی از استحکامات مورد استفاده برای حفاظت از شهر، شهرستان و قلعه می‌باشد که برای تدافع و موضع‌گیری در برابر دشمنان و متجاوزان کاربرد دارد. این نوع از استحکامات که از دوران باستان تا دوران مدرن مورد استفاده گسترده قرار گرفته، اغلب اوقات برای شهرها و شهرستان‌ها ایجاد می‌گردید؛ اما در مواردی هم کارایی گسترده‌تر و در جهت اهداف عمومی‌تر پیدا می‌کردند؛ همانند دیوار بزرگ چین، دیوار هادریان و دیوارهای بنین.

## نگارخانه

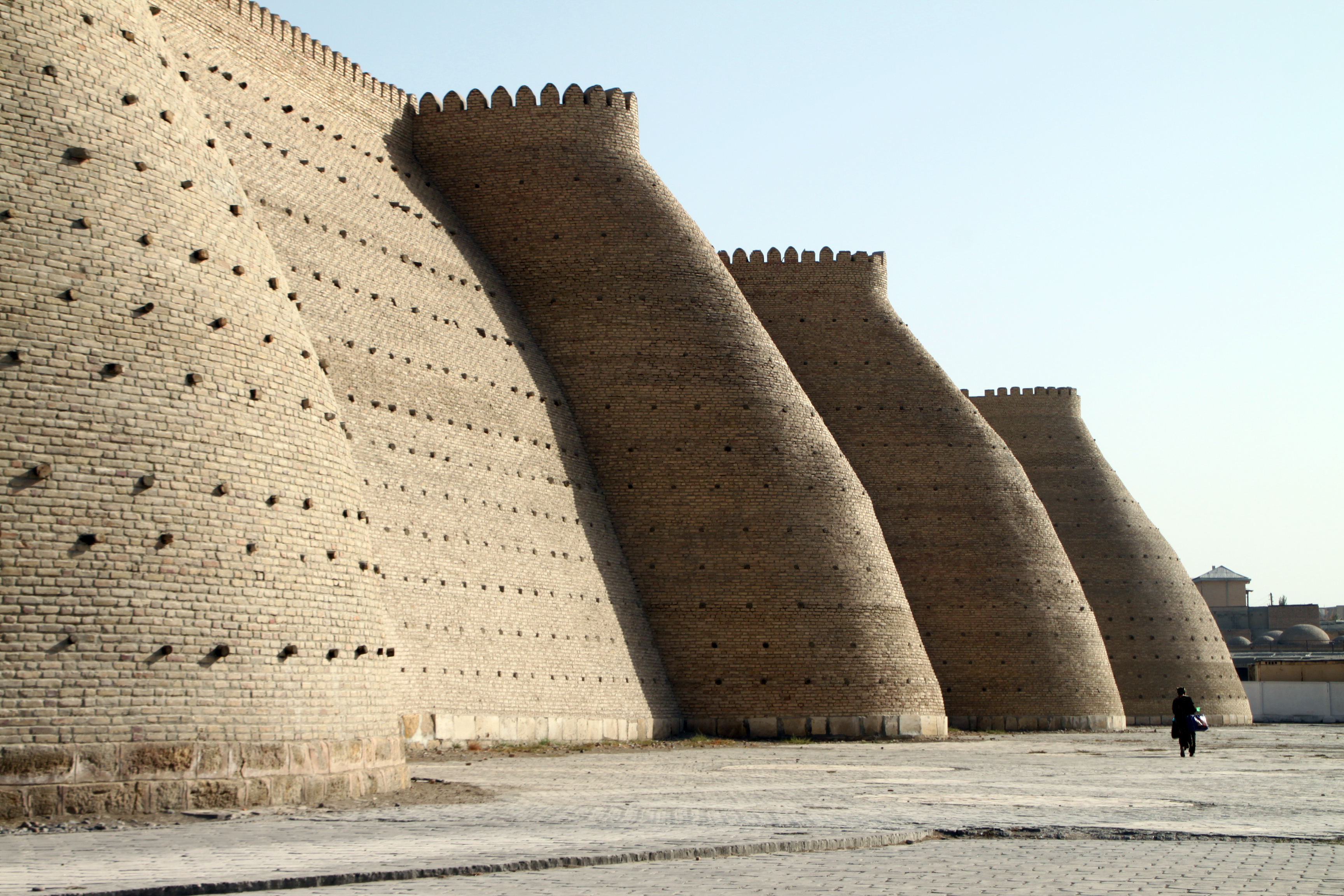
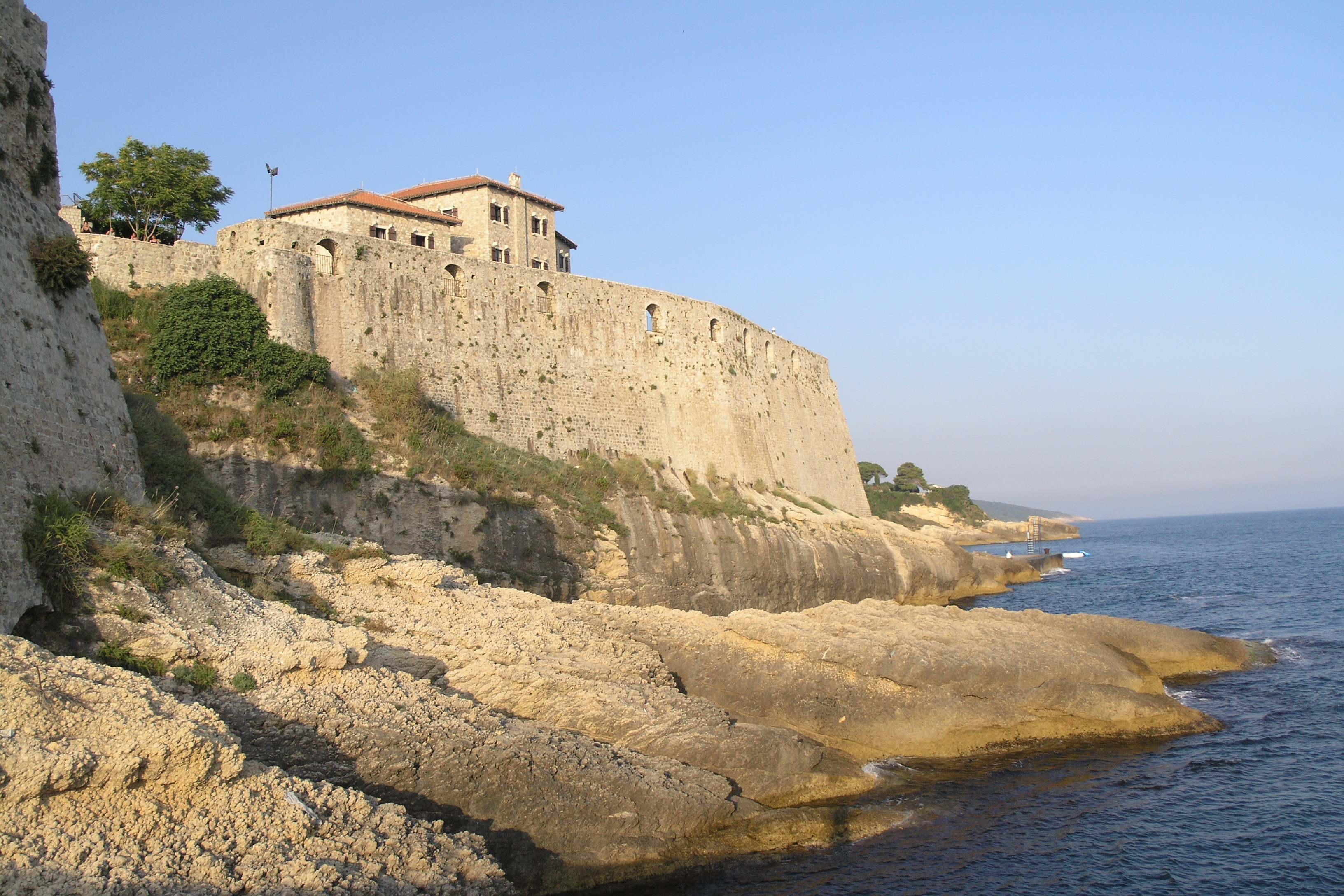
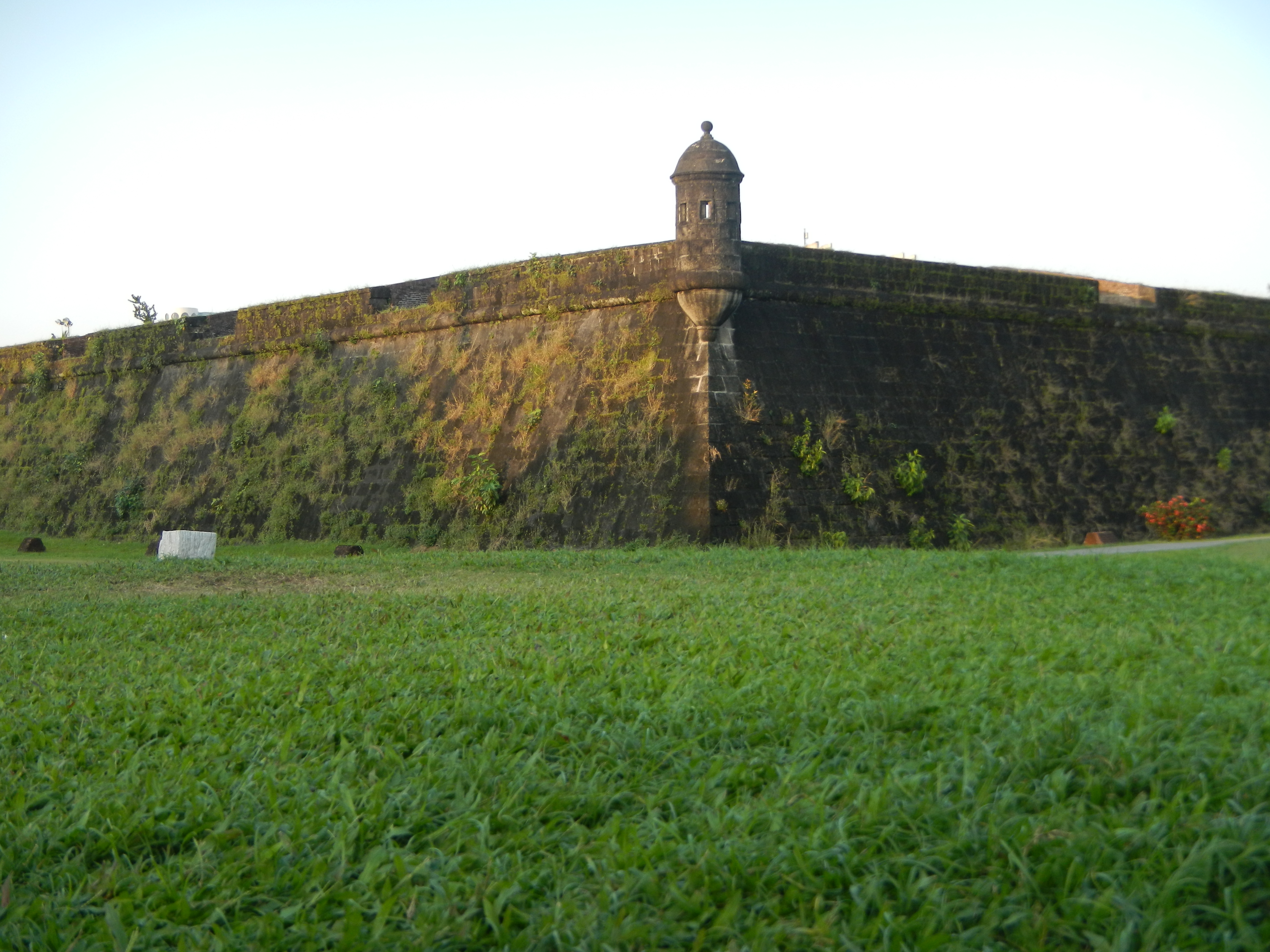
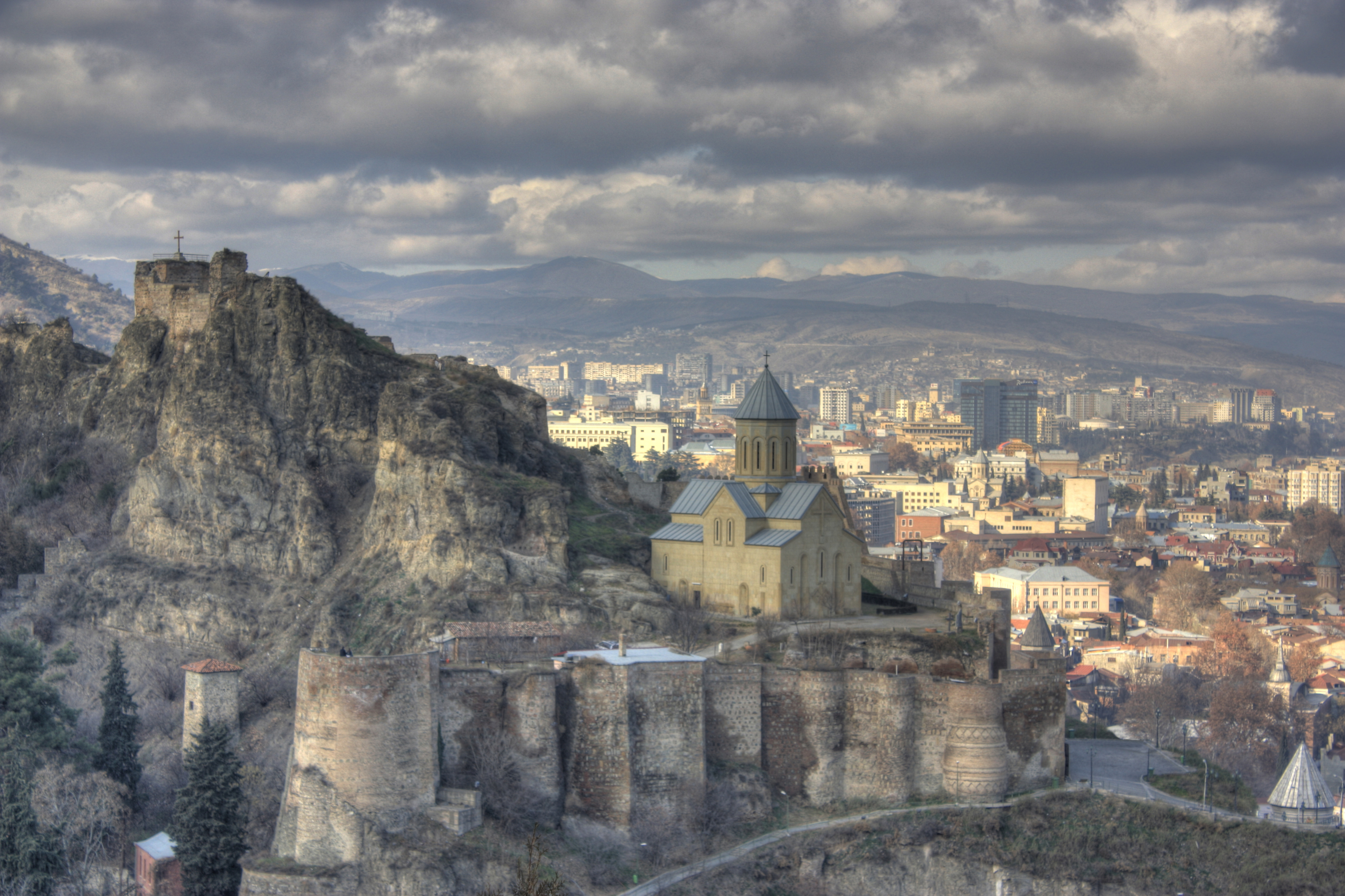
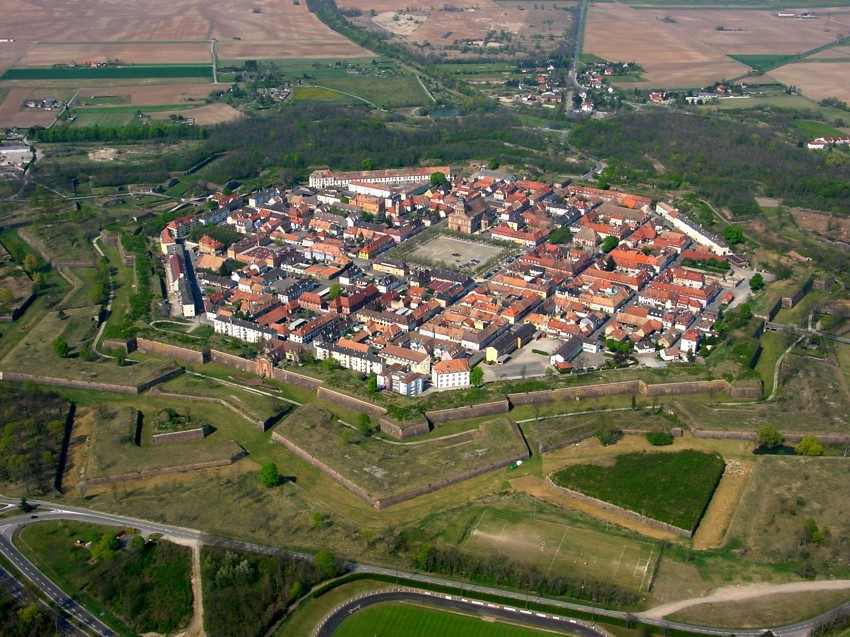
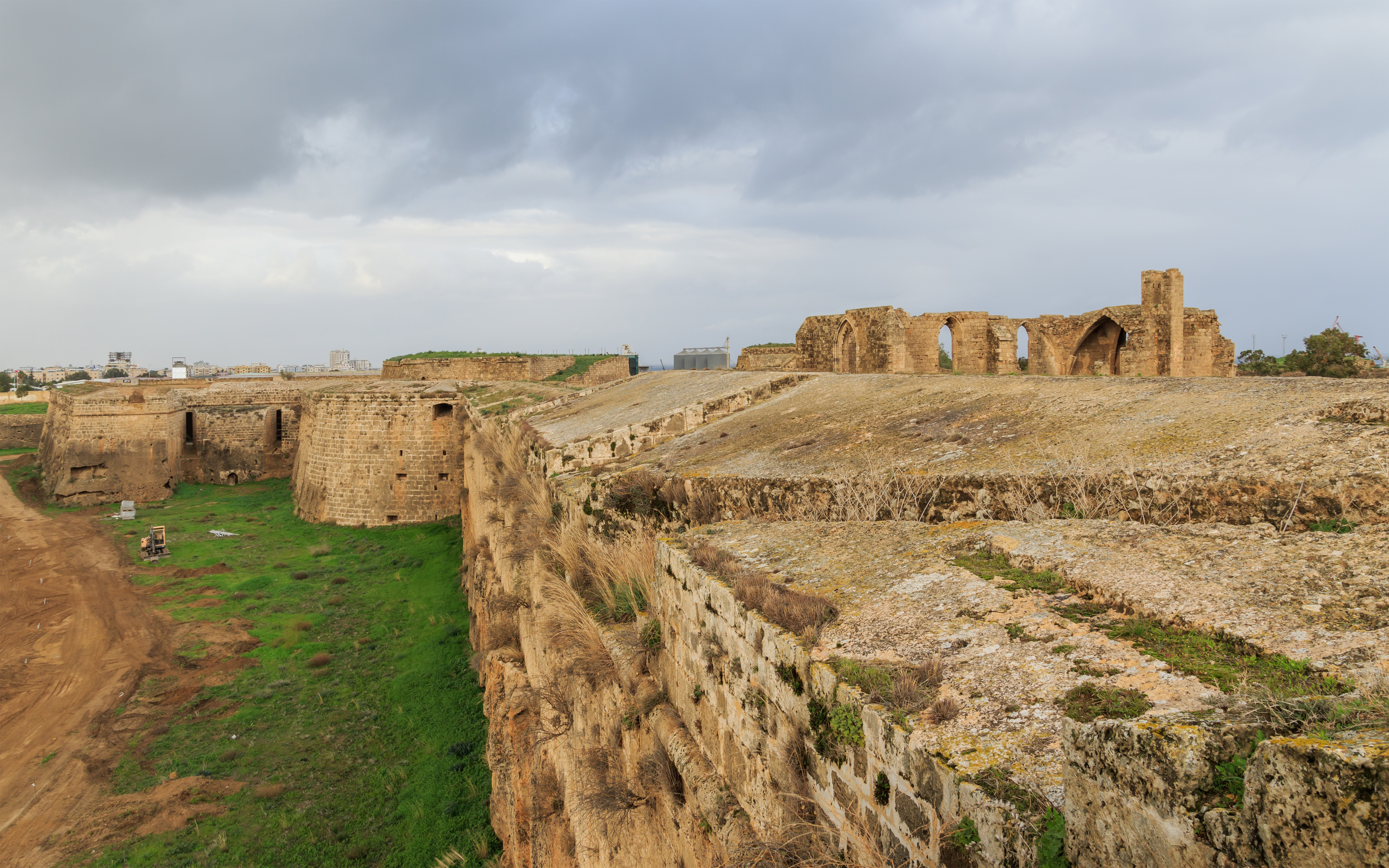
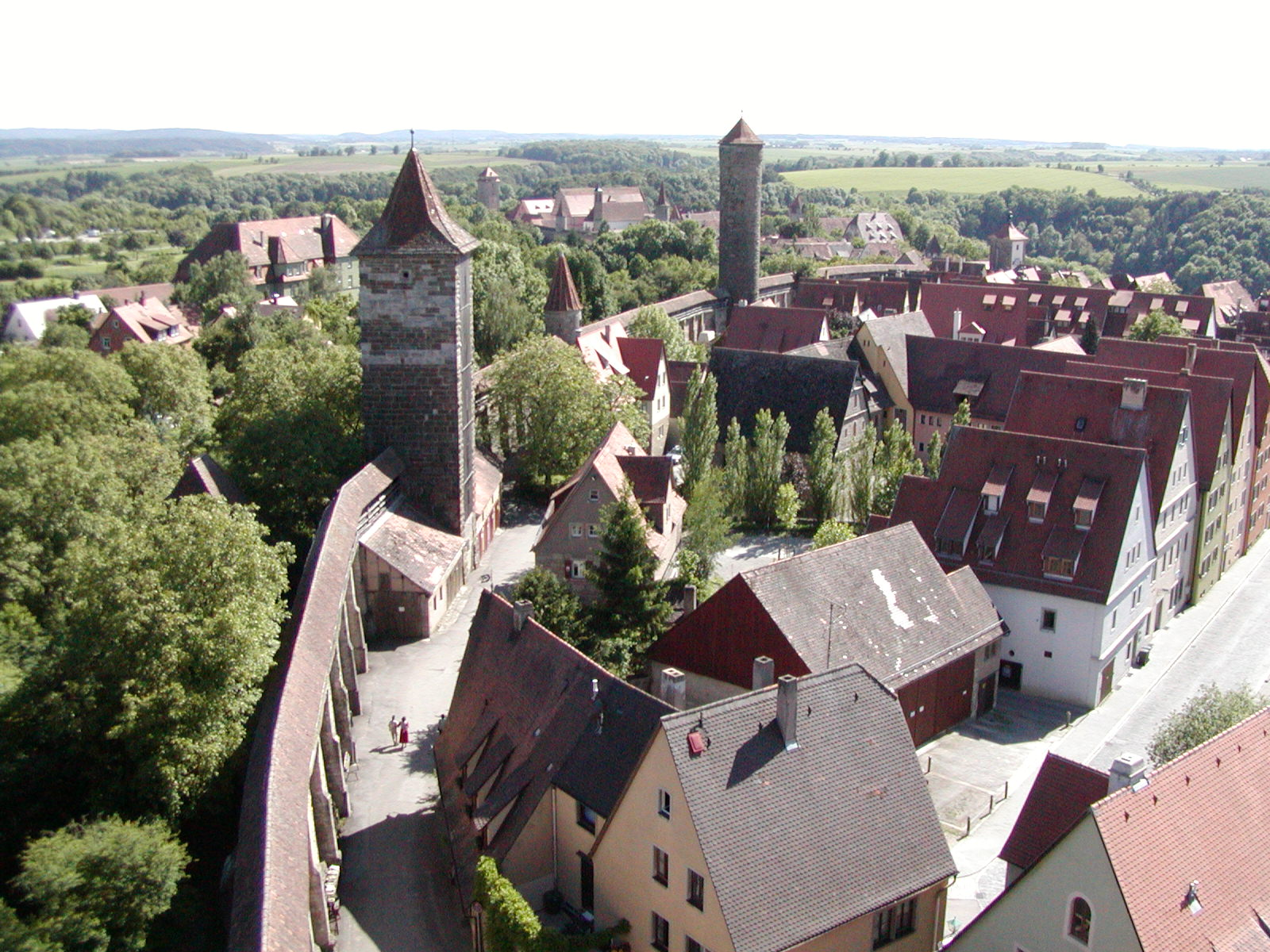
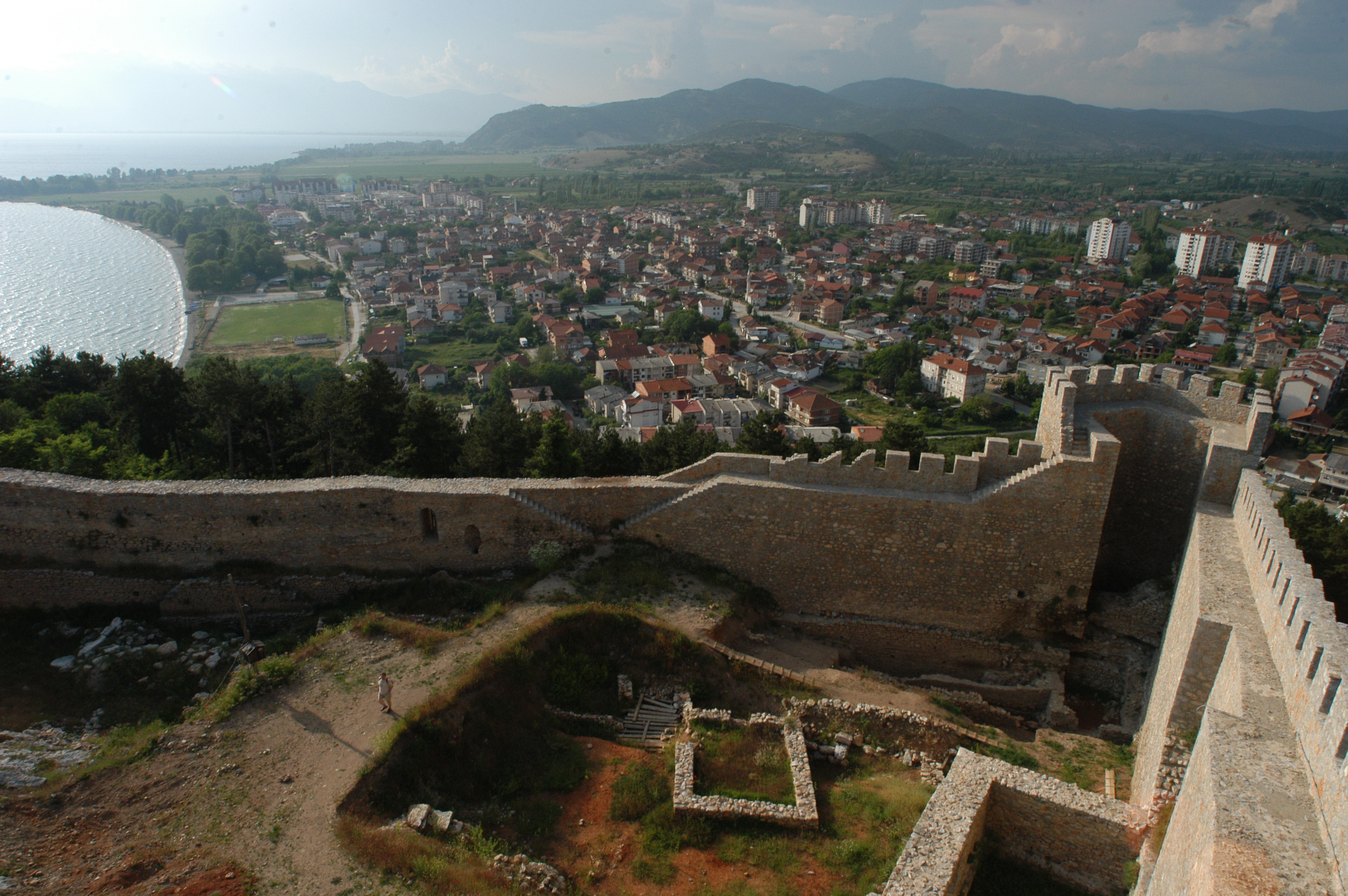
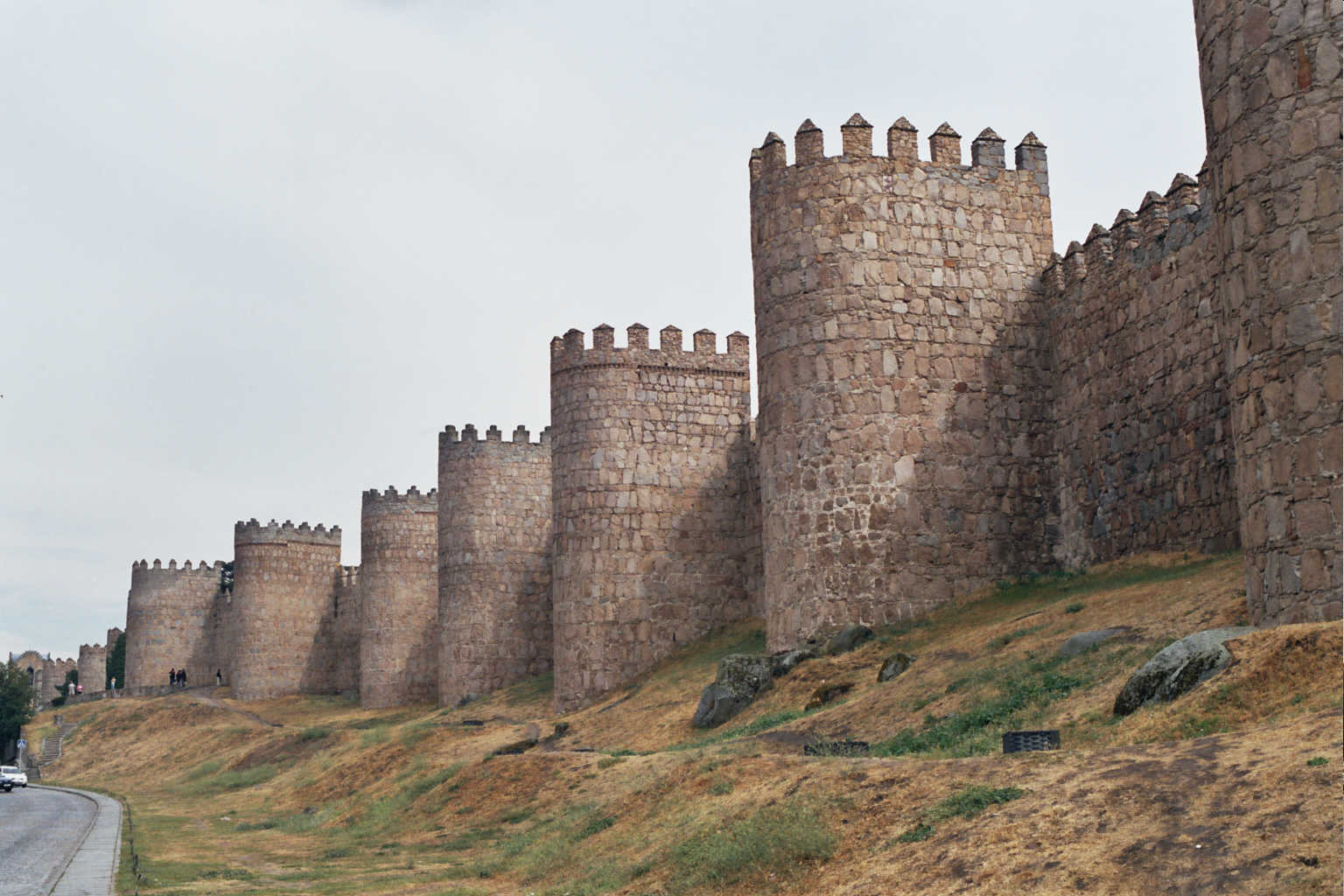
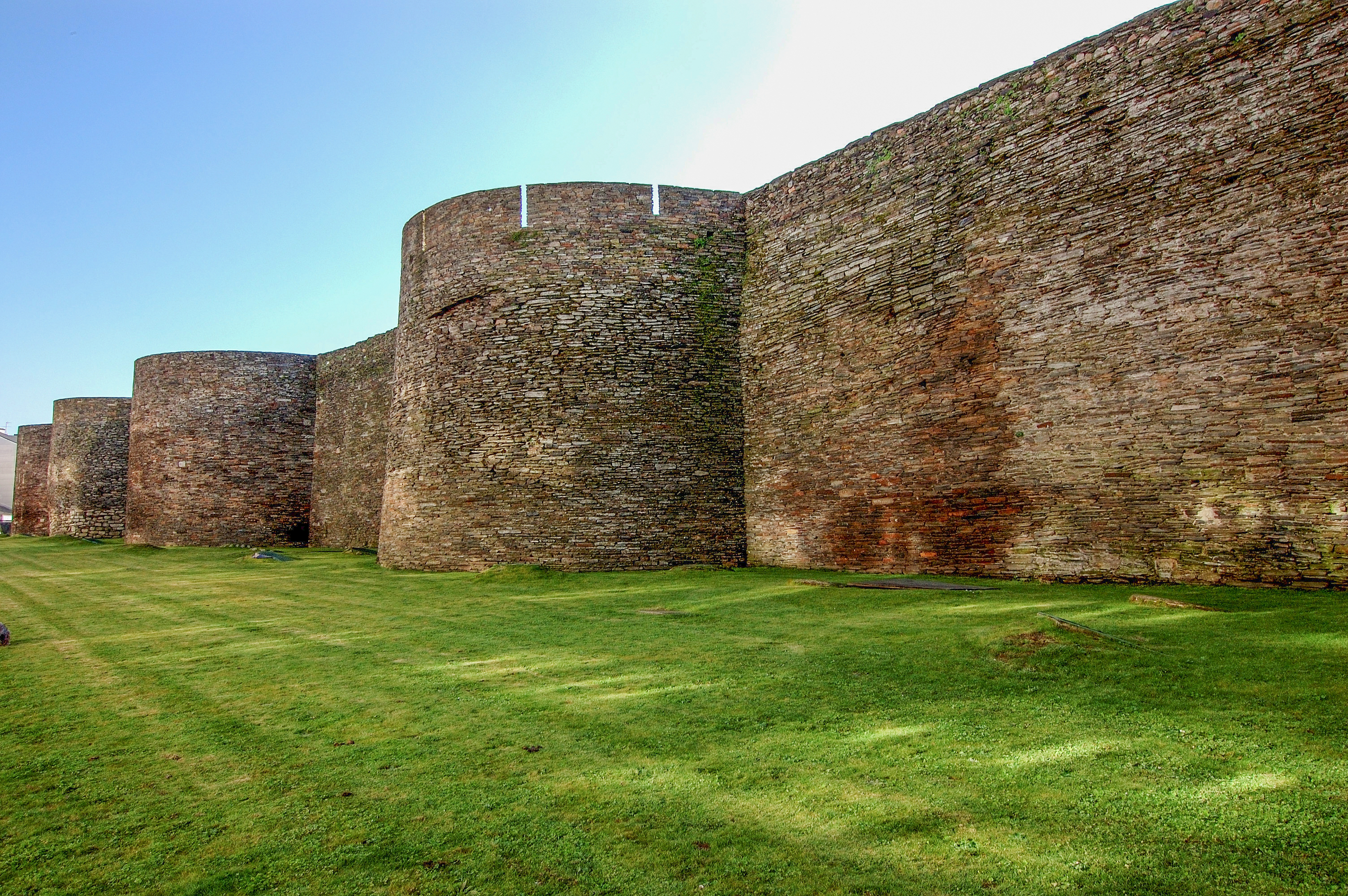
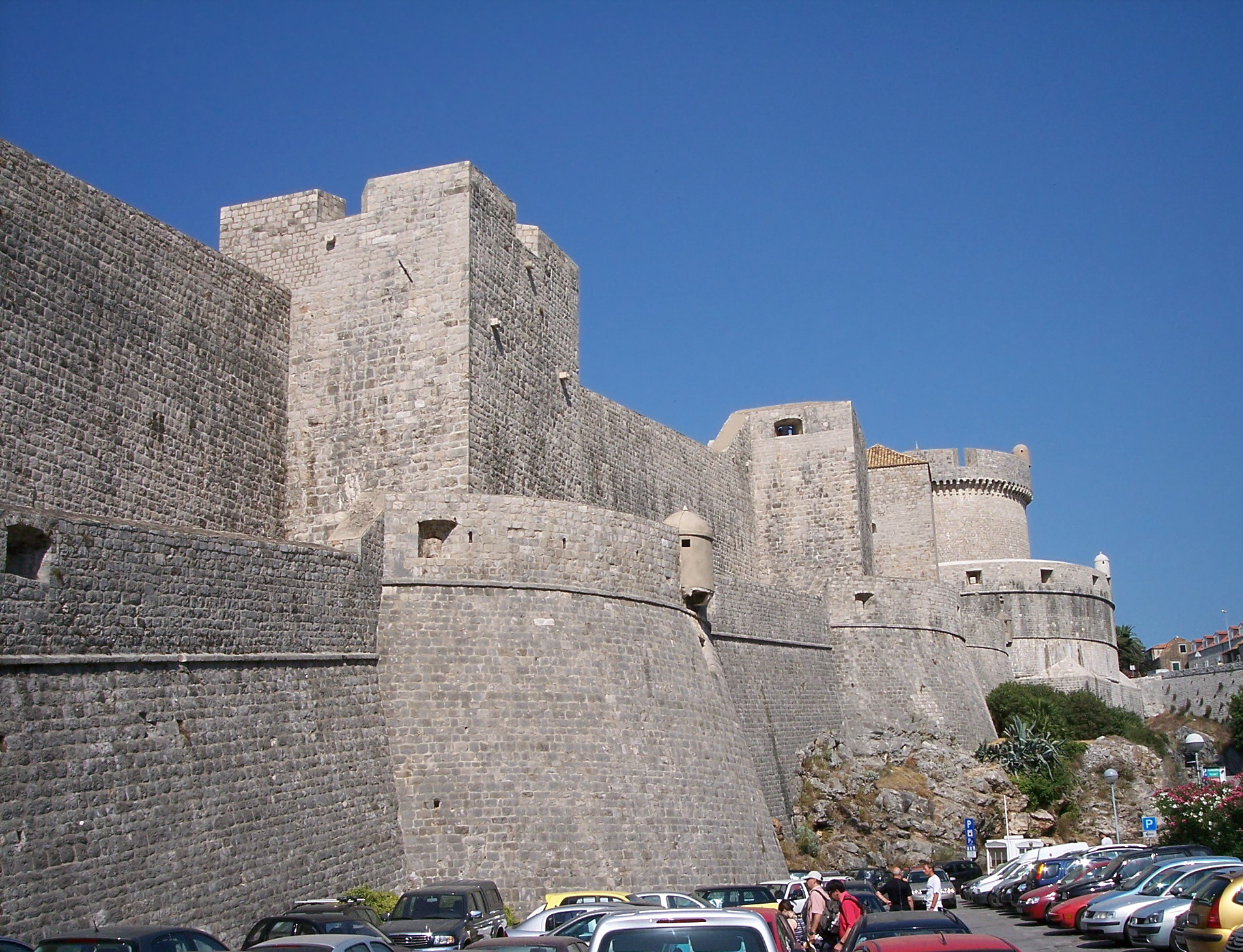
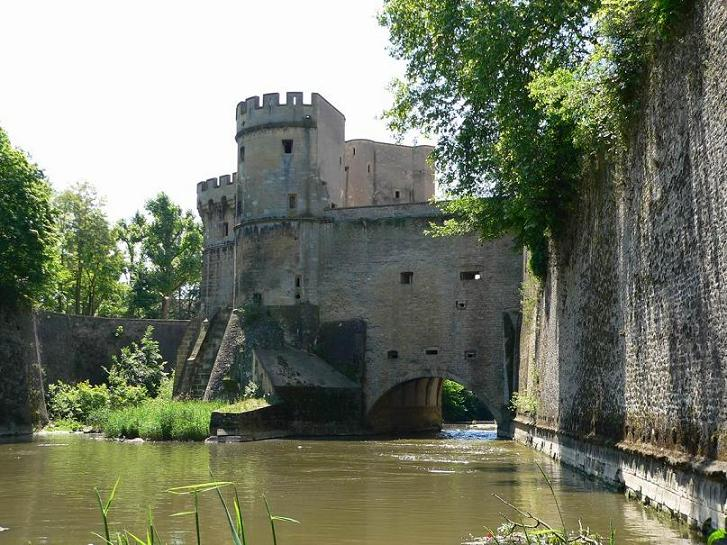
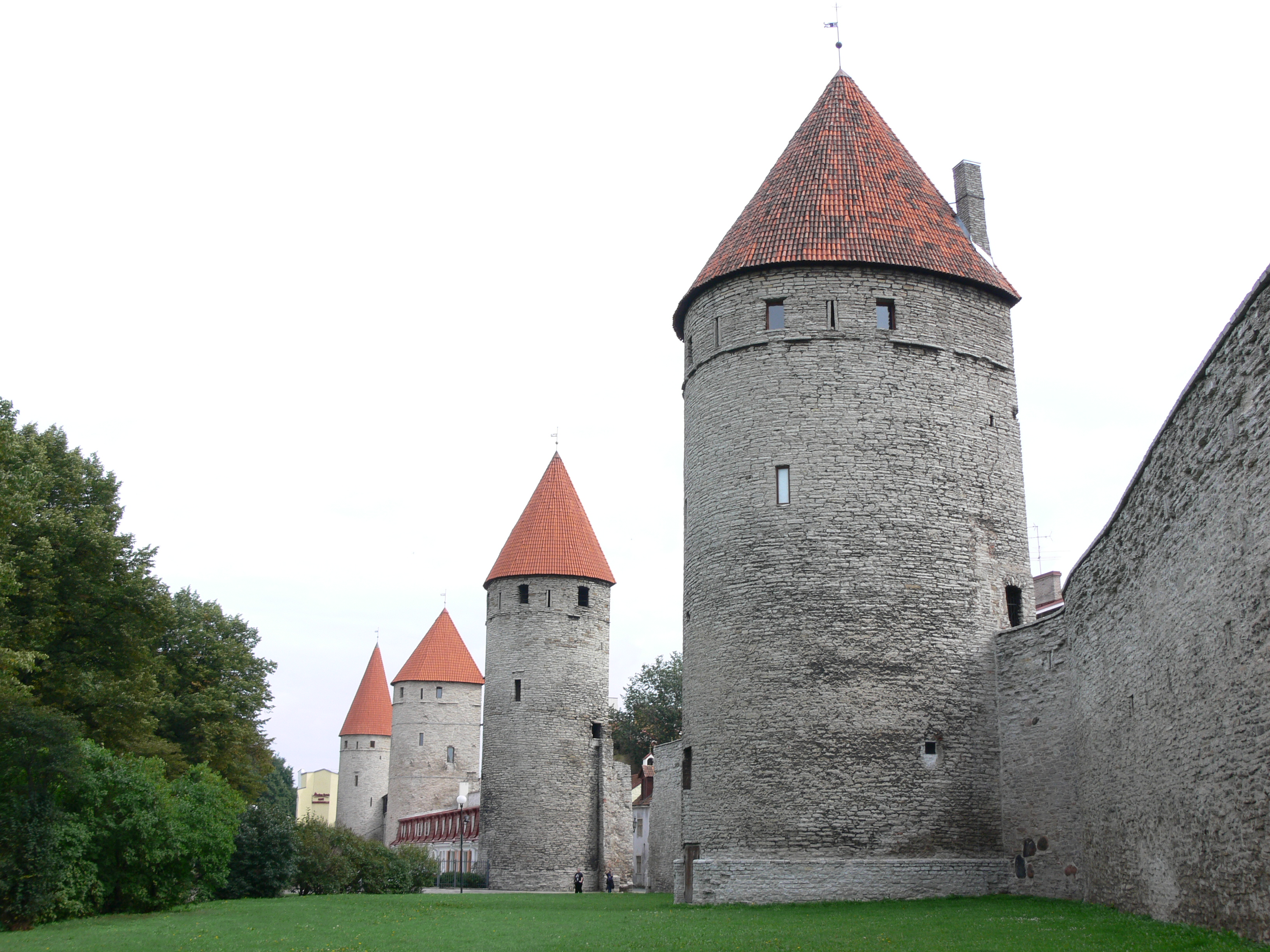